# 黃獎
黃獎（Anthony Wong)，香港作家、水墨畫家及廣告創作人，是陳瑞祺（喇沙）小學的校友。著作為類史實小說《大營救1942》、玄俠小說《首誌封神》系列及《潮讀四千年》，任職於廣告及傳媒界超過二十年，創辦《萌動雙月刊》，致力推動潮流閱讀。曾於都市日報撰寫專欄，曾擔任新城知訊台《潮讀四千年》節目主持，以現代人的視角解讀中國歷史文化，結集成書出版，並獲2017年香港出版雙年獎及2021年南華早報的「香港精神獎」（文化貢獻獎）。

## 小說創作
2011年開始出版小說，著作為玄俠小說《首誌封神》及《首誌封神２》，用現代人的視角改編名著《封神榜》，破除正邪對立的傳統，以現代市場元素演繹出古代神話式戰爭，藉着一羣道術少年的成長過程去揭視成人世界的矛盾。

黃獎曾於《品尊月刊》撰寫專欄，以《首誌封神》中的角色概念，解構香港的名人眾生相。
2015年，集合為《香港封神：由哥哥說到忌廉哥》，講述有關張國榮、梅艷芳、黃家駒、黃霑、林保全等香港人的集體回憶，在Google Play圖書免費出版。

黃獎以現代人的角度，重新審視歷史中的邏輯，結集成書出版《潮讀四千年》系列,並於2017年，獲頒香港出版雙年獎（兒童及青少年類）。

2017年書展，出版類史實小說《大營救1942》。

## 推動青年創作
黃獎於2011年創辦《萌動雙月刊》，於超過110間中學免費派發，並出版《萌動小說集》、《萌動小說集II》、《萌動小說集III》及《萌動小說集IV》，首年於聖誕書展舉行新書發佈會。於2011至2014年間，為多間中學及各種團體，舉辦關於學生創作的講座。2012年，獲倪匡先生授權，續寫《非人協會》，與香港小說會合作，推出《新‧非人協會II》。2019年，與香港討論區合作，精選討論區網民的作品，出版《臥虎藏龍的劏房族》。

## 推廣潮流閱讀
黃獎曾於《萌動雙月刊》中訪問林詠琛、泰迪羅賓、喬靖夫、天航、深雪等創作人。並擔任新城電台的節目主持，曾於電台中介紹潮流閱讀。黃獎翻譯美國漫畫「蝙蝠俠與特警判官」Batman vs Judge Dredd，並於香港經濟日報、東Touch、新報、Recruit撰寫專欄，介紹美國漫畫文化。黃獎亦在Youtube建立頻道，製作「漫畫評論」系列，方便大家掌握美國漫畫情節和來龍去脈。

## 水墨畫
黃獎繪畫水墨畫，繼承畫家羅冠樵的踏實畫風，並融合西洋印象派技法，以「留白」的方式演繹光影。2012年，創出「字在畫中」的繪畫風格，其作品曾在香港文化中心六度展出。

## 一筆畫
現在人進步了，看到某些殘缺的視覺訊息，會自動補原，形成一個整體的畫面。黃奬運用這個時代的特性，發揮Minimalism的概念，研究一筆畫，以一條線的來回往返，畫出不同系列的作品。
在2022年，他出版了《領悟一筆》畫集，向不同範疇的藝術大師致敬。同年，又跟DenimPlay合作，生產《一筆Tee》，向時裝界進發。

## 專欄寫作
黃獎曾於都市日報撰寫影評專欄，介紹潮流文化及電影，並曾於《品尊月刊》撰寫封面故事。他亦曾為《社會與公益》撰寫關於慈善事業的人物專訪，曾訪問楊受成及趙曾學韞。

## 廣告創作
黃獎曾任職於香港經濟日報、成報、東周刊、壹週刊、南華傳媒、新城電台及觸動傳媒。曾加入GROUP M廣告公司，開辦ACTIVATION，提倡「內容式廣告(Branded Content)」，將廣告與內容結合，着重資訊性及娛樂性，同時兼顧品牌價值。

## 作品
| 書名                 | 出版時間   | 類型       |
| -------------------- | ---------- | ---------- |
| 首誌封神1            | 2011年     | 玄俠小說   |
| 首誌封神2            | 2012年     | 玄俠小說   |
| 潮讀4000年1          | 2015年7月  | 歷史揭祕   |
| 潮讀4000年2          | 2016年7月  | 歷史揭祕   |
| 潮讀4000年3          | 2017年7月  | 歷史揭祕   |
| 大營救1942           | 2017年7月  | 類史實小說 |
| 潮讀4000年4          | 2018年7月  | 歷史揭祕   |
| 潮讀4000年5          | 2019年7月  | 歷史揭祕   |
| 潮讀4000年6          | 2020年7月  | 歷史揭祕   |
| 黃獎潮讀1 成長的寓言 | 2020年7月  | 親子學習   |
| 黃獎潮讀2 古人的機智 | 2020年12月 | 親子學習   |
| 潮讀4000年7          | 2021年7月  | 歷史揭祕   |
| 黃獎潮讀3 神話的啟示 | 2021年7月  | 親子學習   |
| 潮讀4000年8          | 2022年7月  | 歷史揭祕   |
| 領悟一筆             | 2022年7月  | 畫集       |

## 外部連結
- 黃獎Facebook
- 黃獎Youtube漫畫評論頻道 （页面存档备份，存于）
- 《潮讀四千年》電子試閱版 （页面存档备份，存于）
- 《首誌封神1》電子書 （页面存档备份，存于）
- 《首誌封神2》電子書 （页面存档备份，存于）
- 《首誌封神3》電子書 （页面存档备份，存于）
- 《香港封神》電子書 （页面存档备份，存于）